# Ваза Боргезе
Ваза Боргезе (итал. Vaso Borghese) — неоаттическая ваза из пентелийского мрамора колоколообразной формы, типа крате́ра (сосуда для смешивания вина с водой), но, в отличие от утилитарных сосудов, огромного размера: высотой 1,72 метра и диаметром 1,35 метра. Иногда ошибочно называется киликом. Ваза имеет фриз с горельефами и край, украшенный иониками. В нижней части вазы парные маскароны сатиров отмечают прежнее расположение несохранившихся ручек-петлей; основание имеет низкий восьмиугольный постамент. Предположительно ваза создана в Афинах, в эллинистический период во второй половине I в. до н. э. в качестве садового украшения римского рынка в Италии. Ныне находится в Зале кариатид парижского Лувра. Рельеф, украшающий тулово вазы, представляет вакхическую процессию Тиаз. Сатиры и менады танцуют под музыку, сопровождая Диониса, облачённого в шкуру пантеры, играющего на авлосе, и Ариадну.

## История

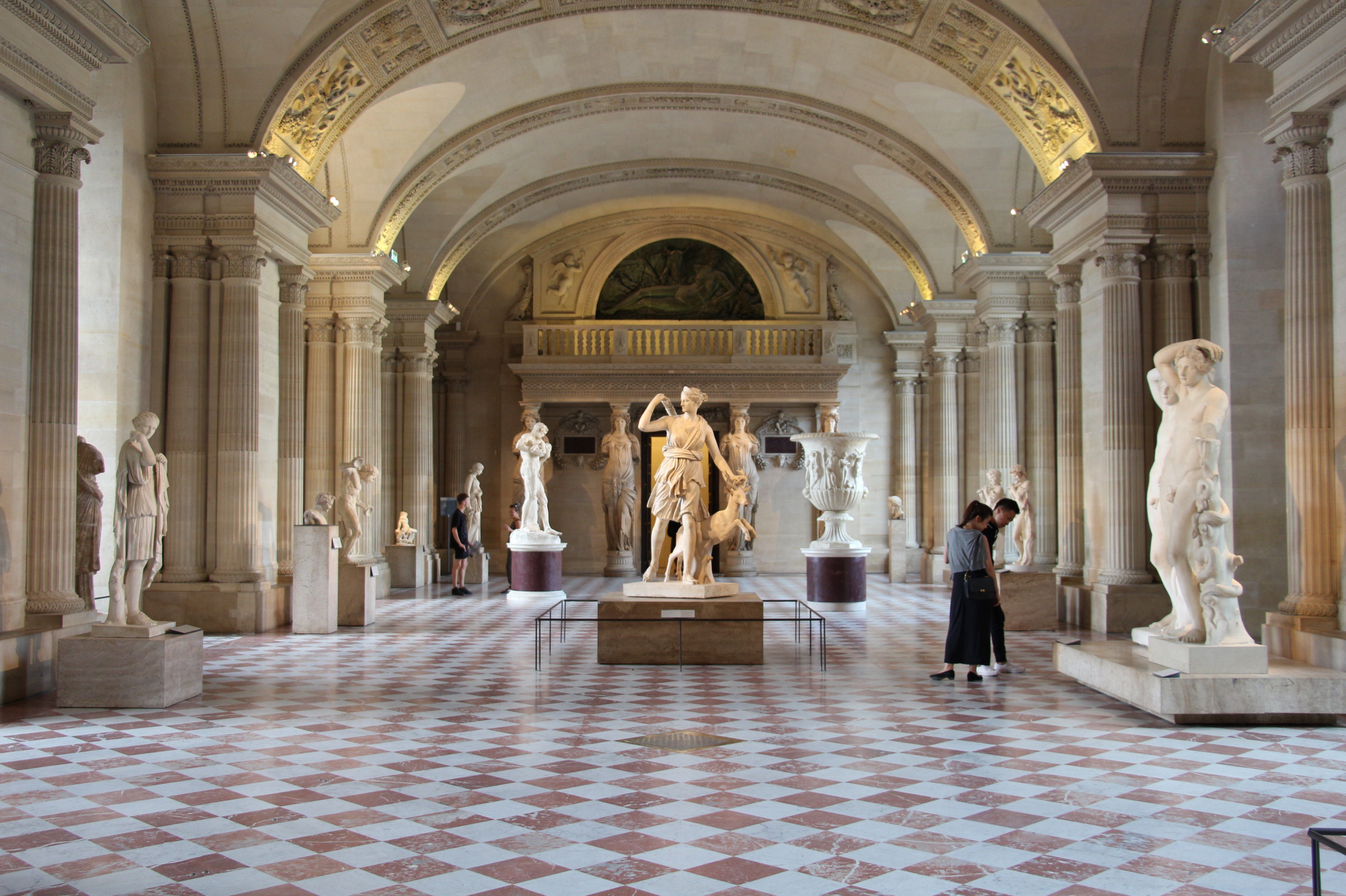
Зал кариатид с Вазой Боргезе. Лувр, Париж

Ваза была обнаружена в 1566 году в Риме, в саду, который занимал часть участка Садов Саллюстия и приобретена семьей Боргезе. Находилась на вилле Боргезе в Риме. В 1808 году вазу, как и «Гладиатора Боргезе» и «Раненую Галатею», приобрёл Наполеон Бонапарт у своего зятя Камилло Боргезе, и с 1811 года она экспонируется в парижском Лувре.

## Копии и интерпретации
«Ваза Боргезе», как и «Ваза Медичи», была одной из самых почитаемых классических ваз с середины XVII века, в эпоху классицизма и романизма (увлечения римскими древностями). Её много копировали и имитировали. Её изображение было распространено по всей Европе в мраморе, гравюрах, бисквитах (неглазурованном фарфоре) и камне.

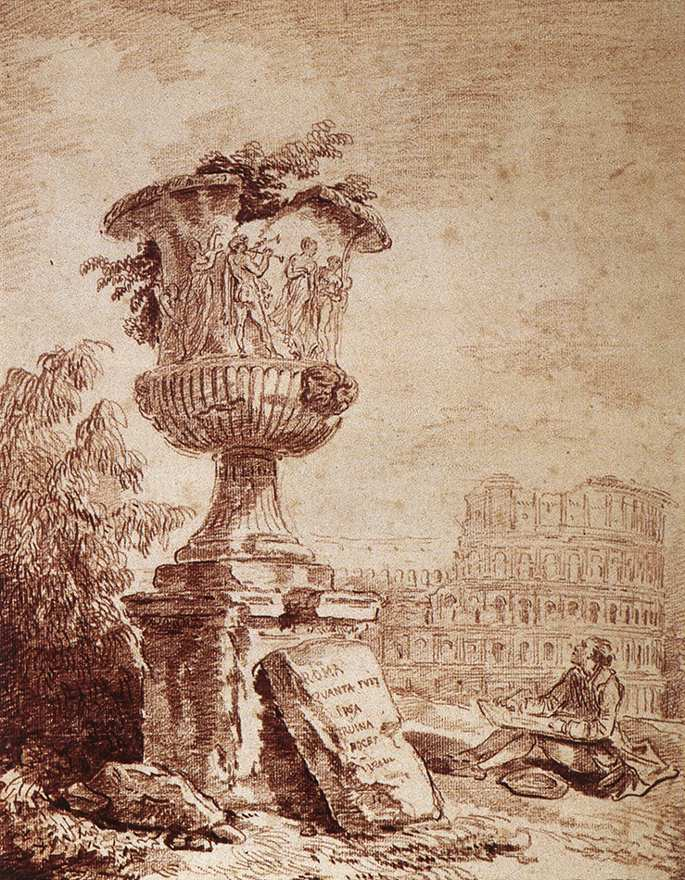
Ю. Робер. Рисовальщик вазы. Ок. 1775. Бумага, сангина. Музей искусства и археологии, Валанс, Франция

Французский живописец Юбер Робер на своём рисунке непомерно увеличил вазу, придав ей монументальный характер и поместил её на фоне руин римского Колизея. Робер неоднократно изображал вазу в разных воображаемых ситуациях, включая сады Версаля (L’entrée du Tapis Vert) с фигурами Людовика XVI и Марии Антуанетты.
Три пары Вазы Боргезе были скопированы и копии установлены вокруг бассейна фонтана Латоны в парке Версаля; алебастровые пары ваз стоят в Большом зале в Хоутон-холле, Норфолк; и бронзовые в Остерли-парке, Миддлсекс, Англия. Реплики вазы установлены перед подъёмом на Иорданскую лестницу Зимнего дворца в Санкт-Петербурге.
В уменьшенном масштабе вазы стали изготавливать из серебра для обеденных сервизов в качестве «холодильников».
Джон Флаксман на основе фриза вазы Боргезе создал барельеф (Музей Джона Соуна, Лондон). Как декоративные предметы вазы воспроизводили период неоклассицизма в XVIII и XIX веках]].
Джозайя Веджвуд около 1790 года адаптировал форму вазы для барельефов и снабдил её крышкой и неоклассическим пьедесталом. Декоративные разновидности этого типа ваз и вазонов остаются популярными предметами для имитации в бронзе, камне или фарфоре.

## Галерея

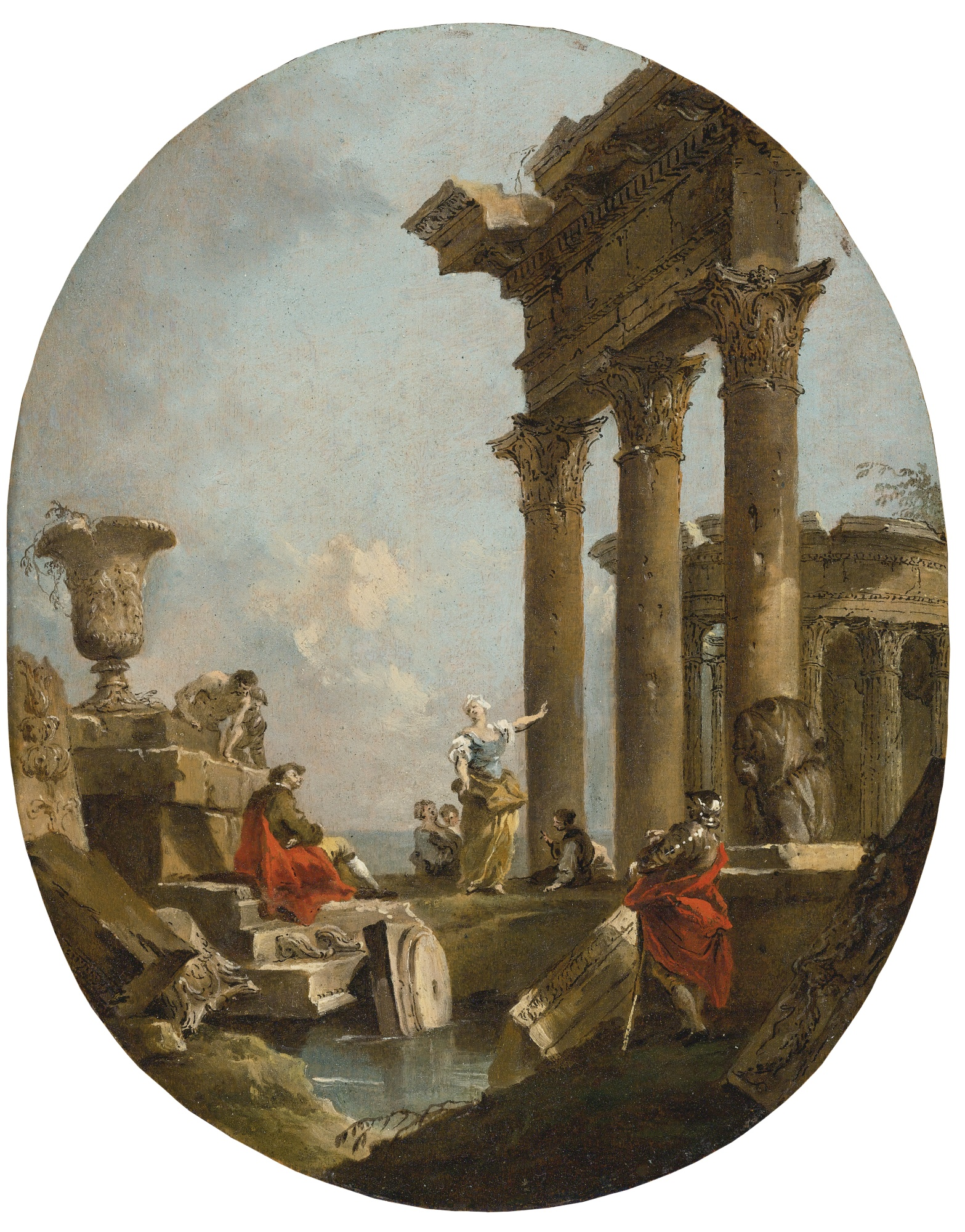
Ф. Гварди. Архитектурное каприччо с фигурами и классическими руинами. Дерево, масло. Частное собрание
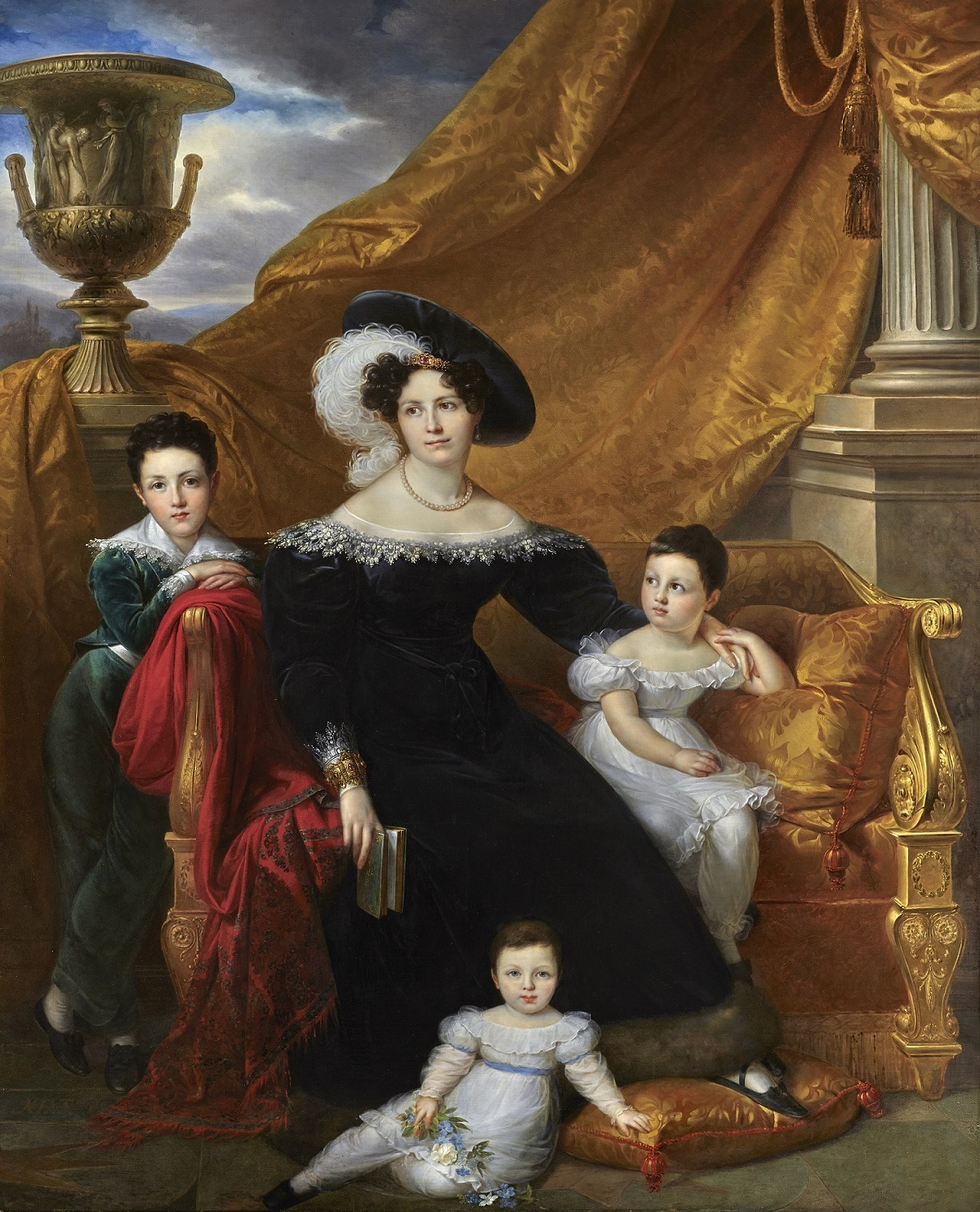
Ф. Кинсон. Пртрет Селин Шаго де Фе с детьми. 1827. Холст, масло. Лувр, Париж
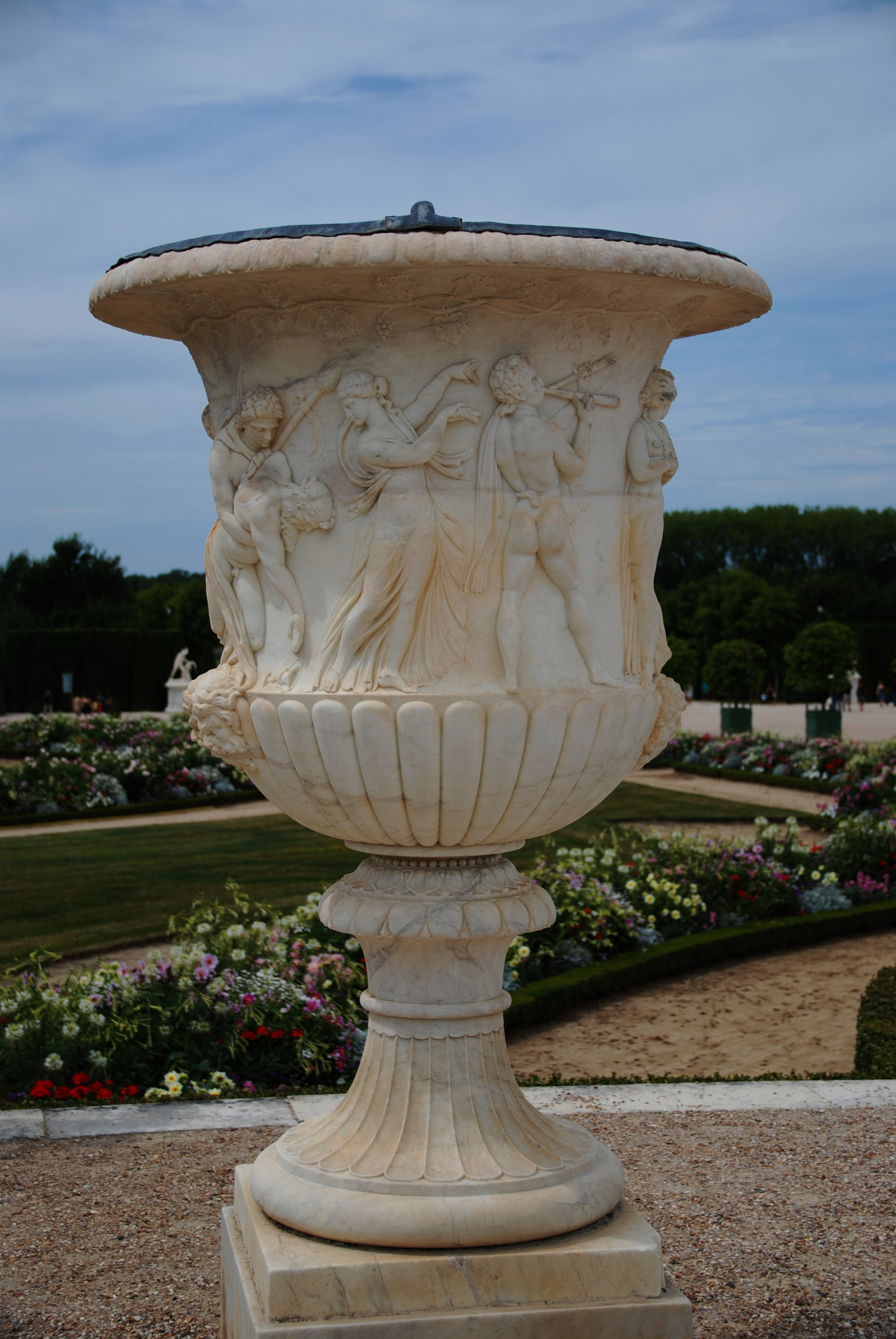
Копия Вазы Боргезе. Версаль
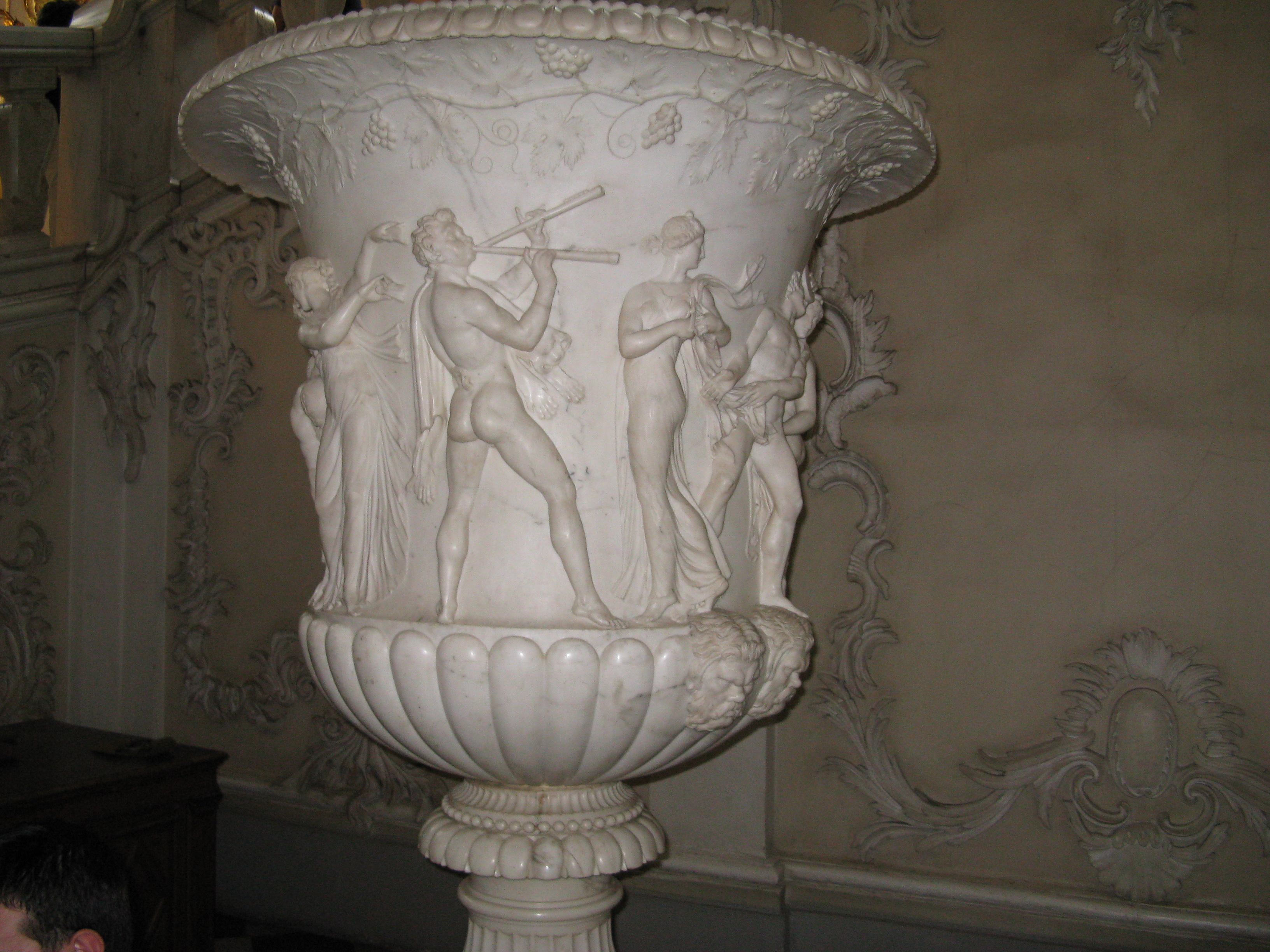
Ваза Боргезе. Государственный Эрмитаж, Санкт-Петербург
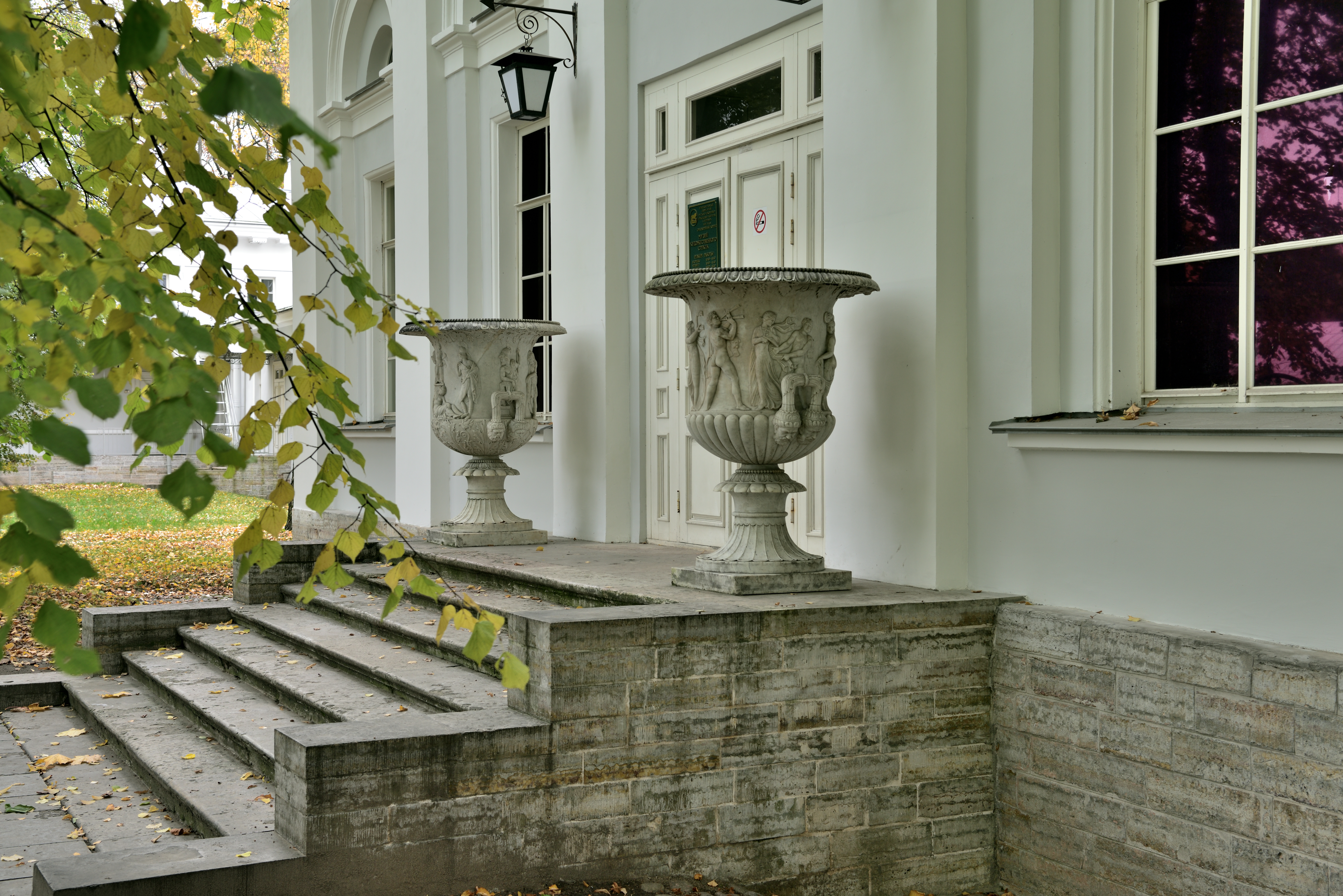
Вазы Боргезе на крыльце Оранжереи, Елагин остров, Санкт-Петербург. Архитектор К. И. Росси
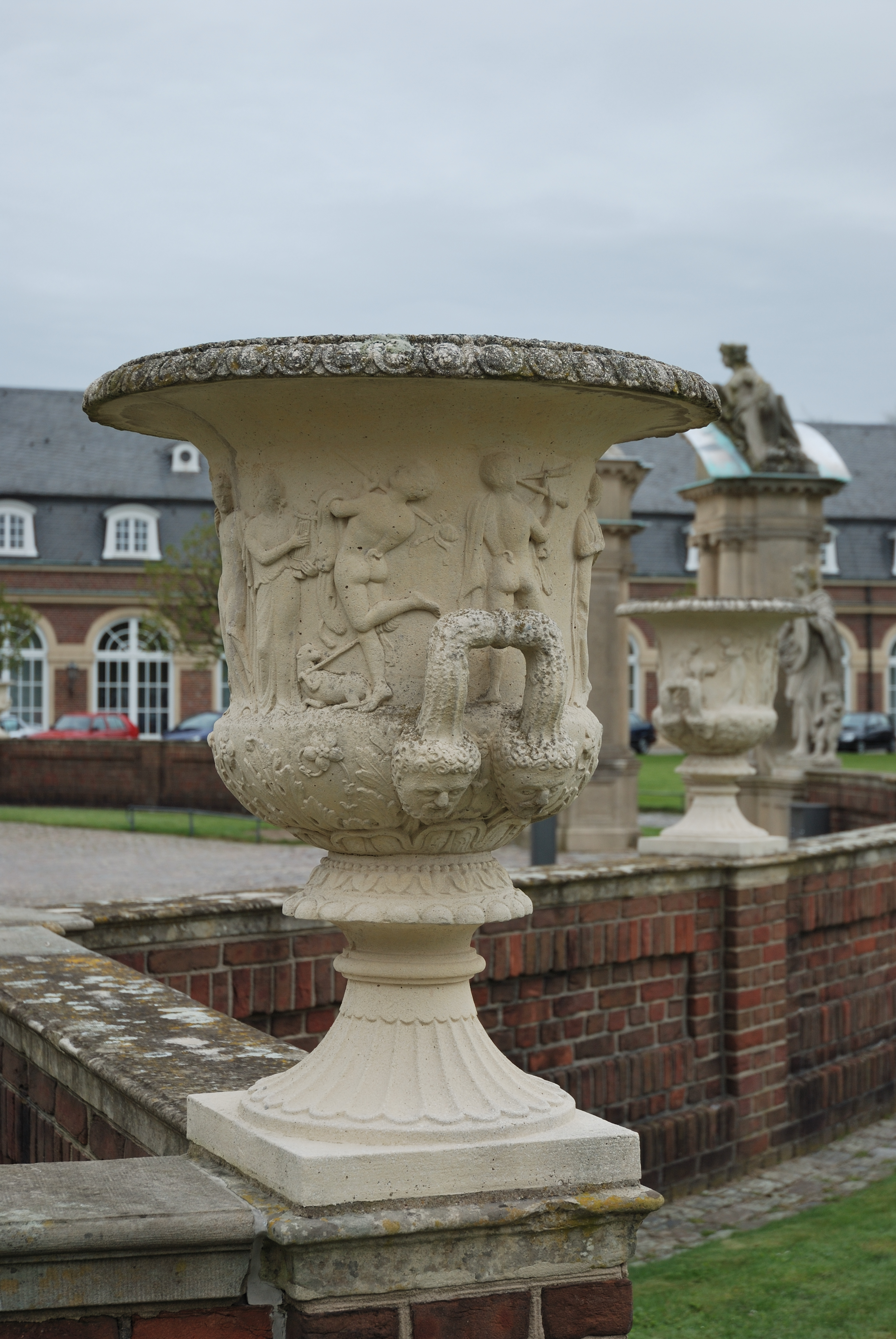
Ваза в парке Нордкирхен, Германия
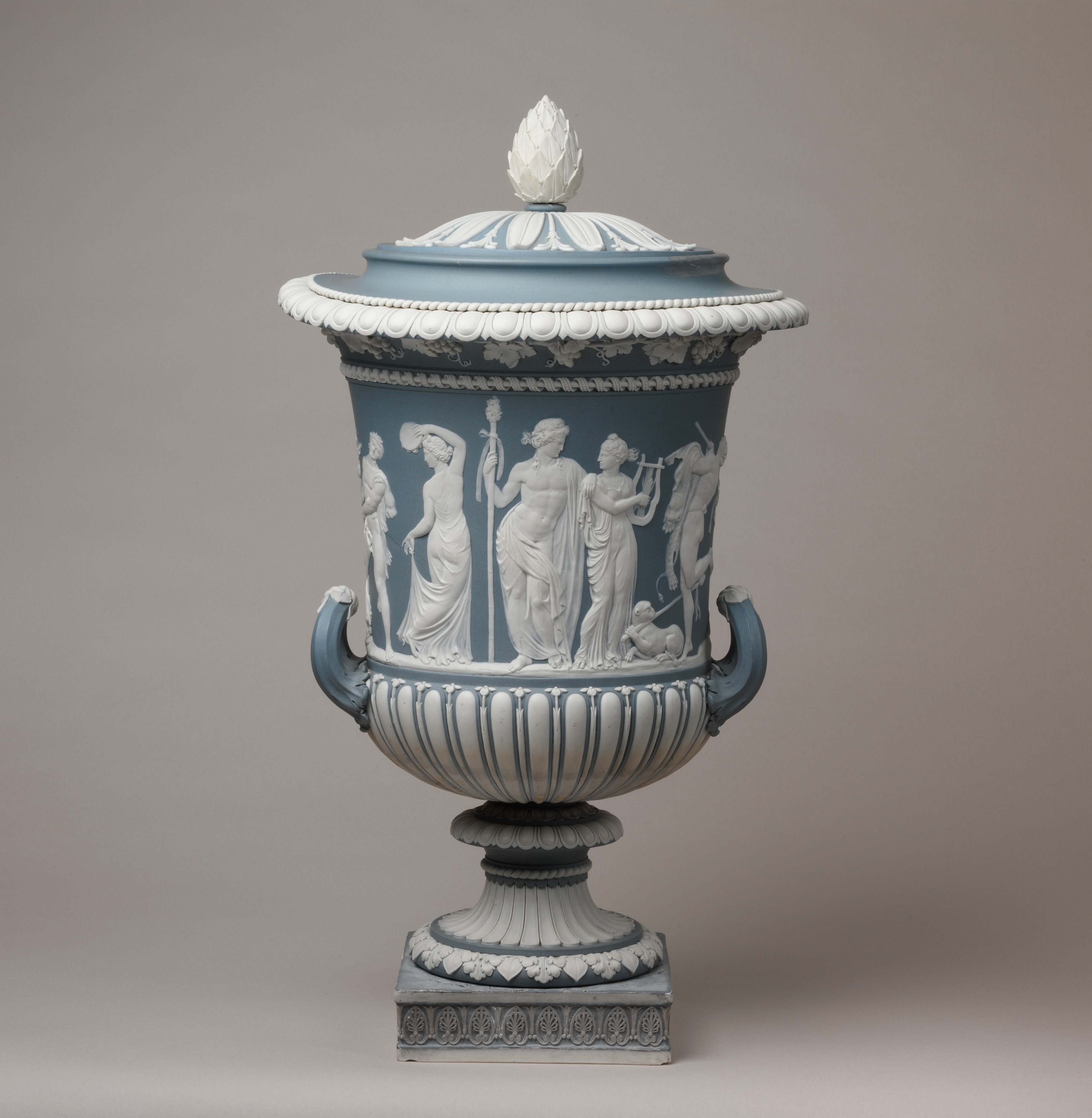
Ваза (Урна) типа Боргезе. Мануфактура Дж. Веджвуда. 1780–1800. Яшмовая масса. Метрополитен-музей, Нью-Йорк

## Горельефный фриз. Детали

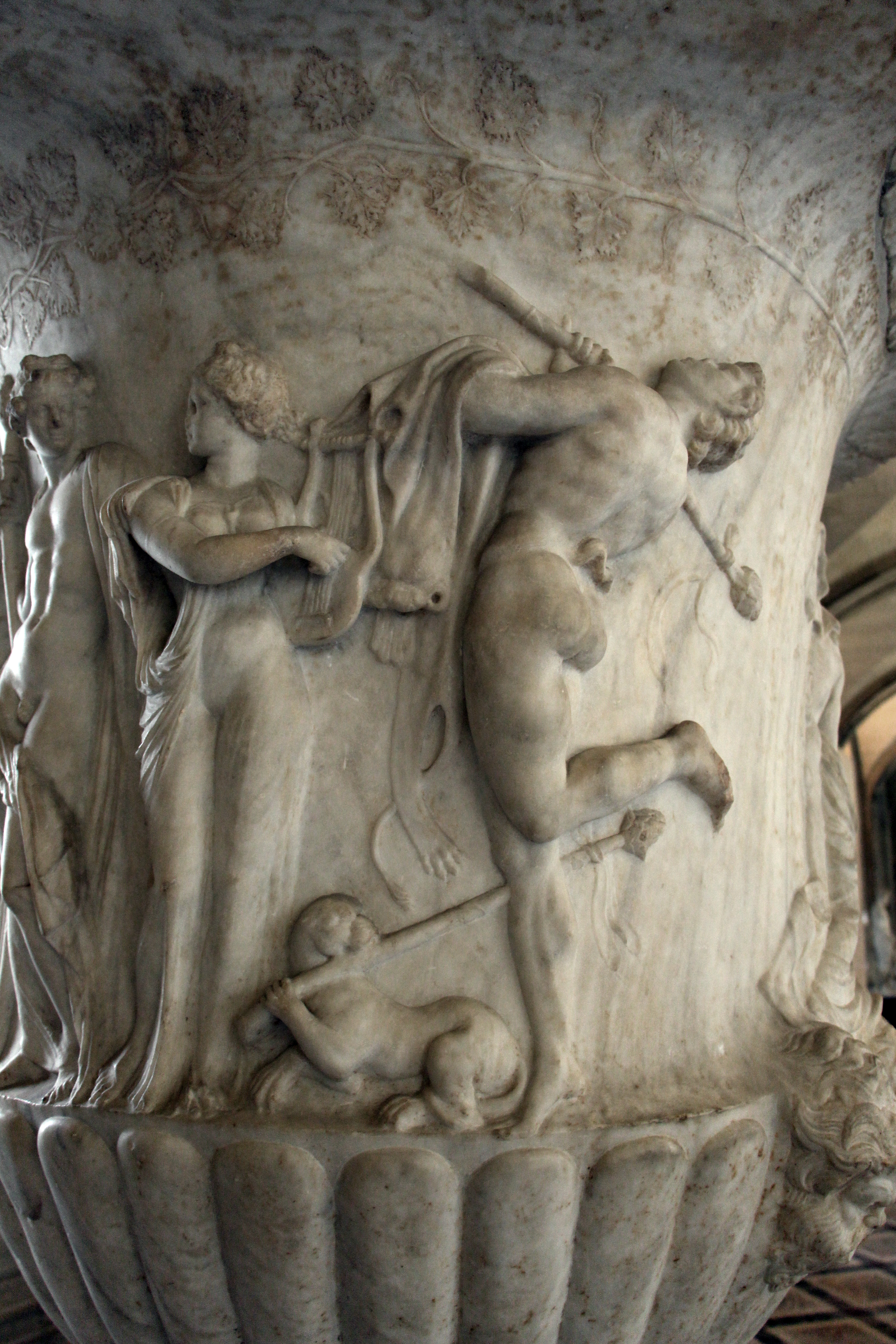
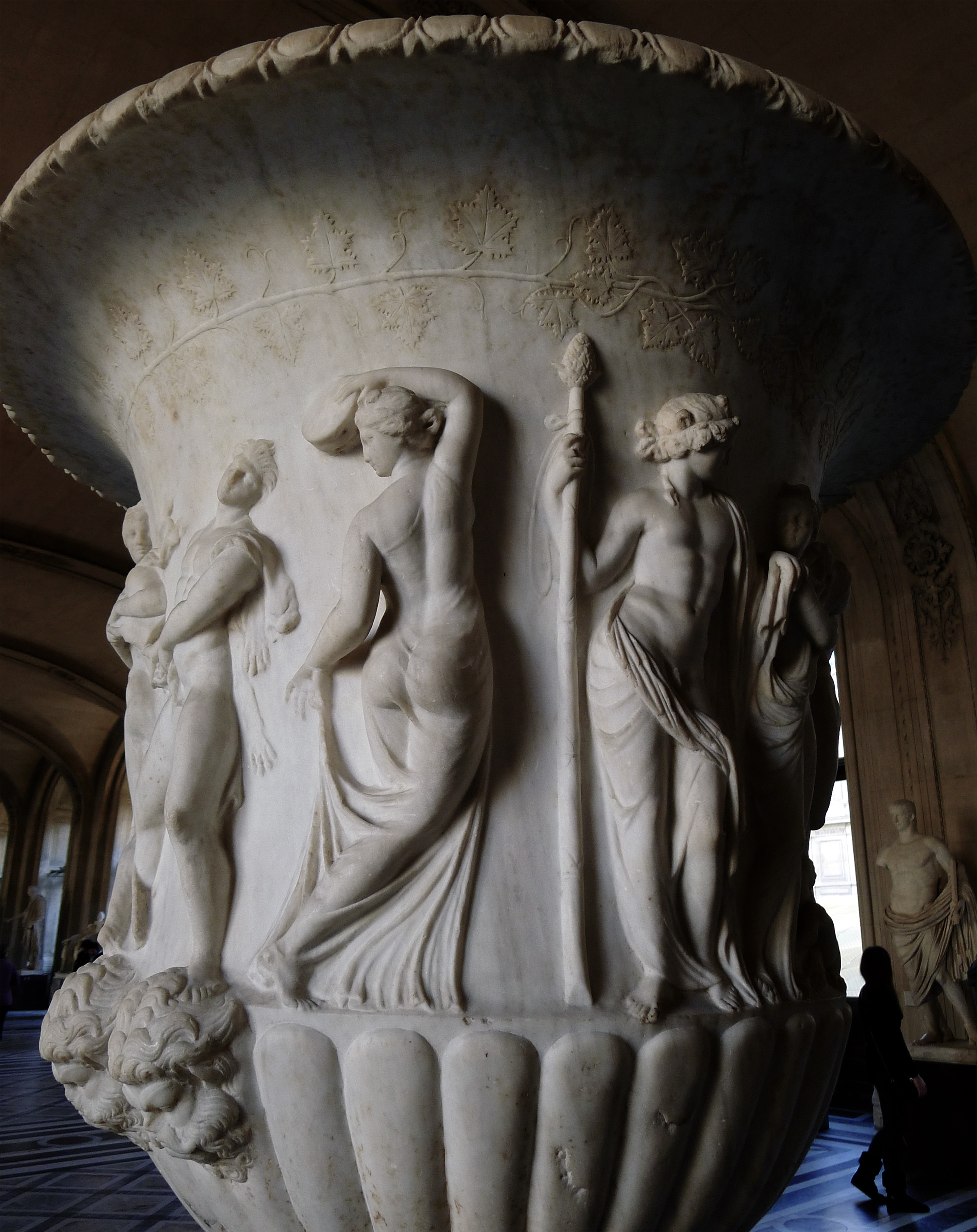
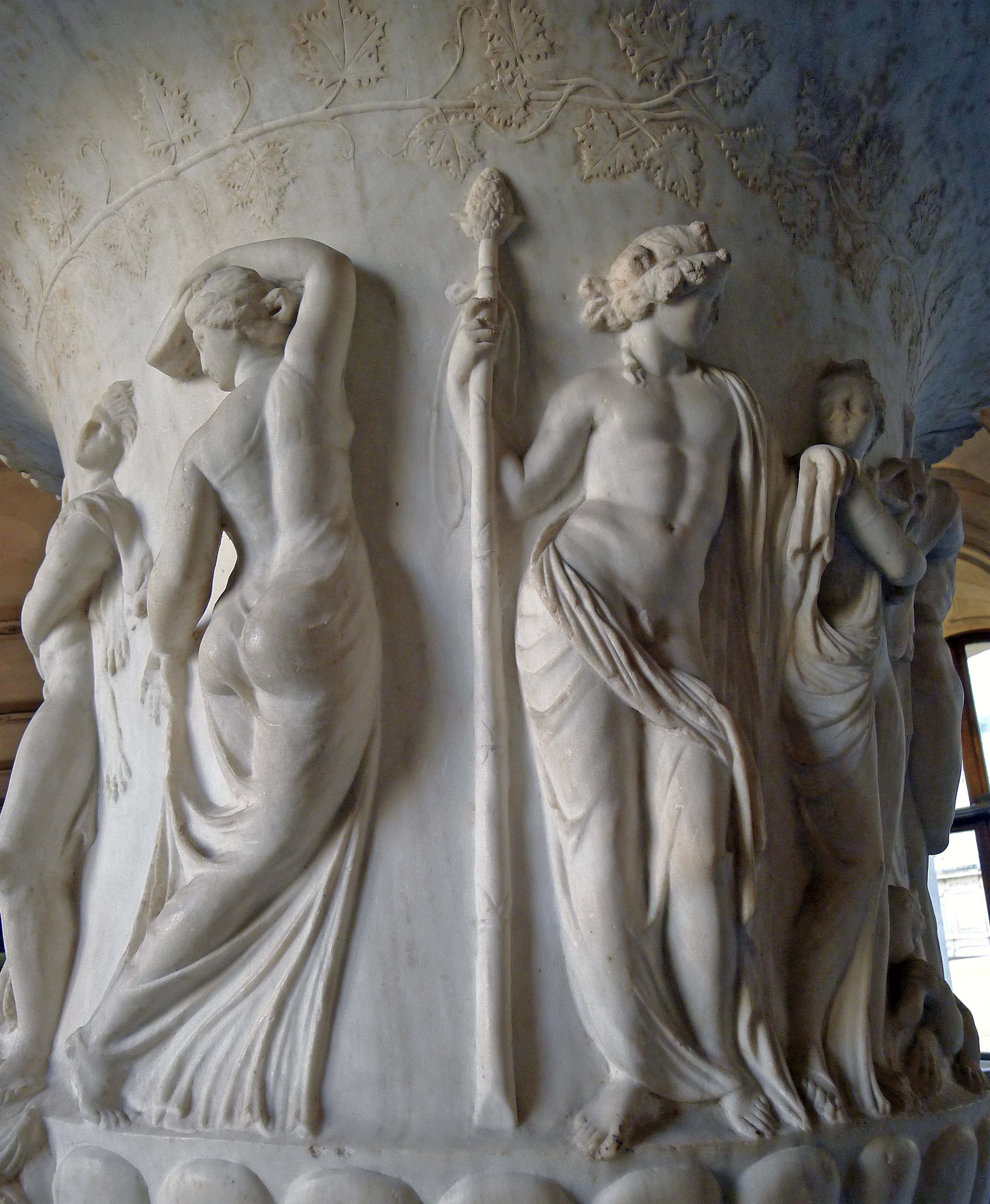
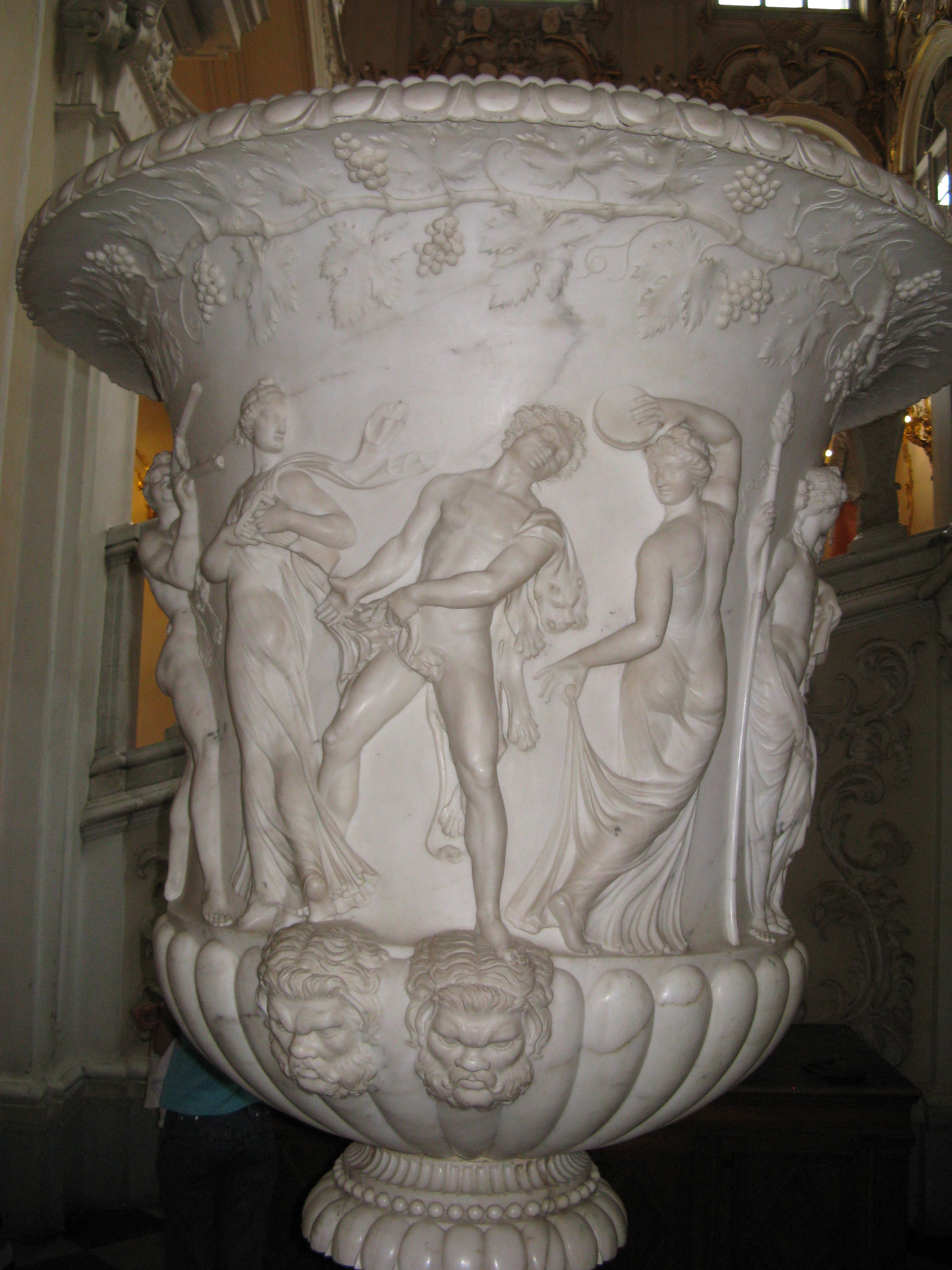
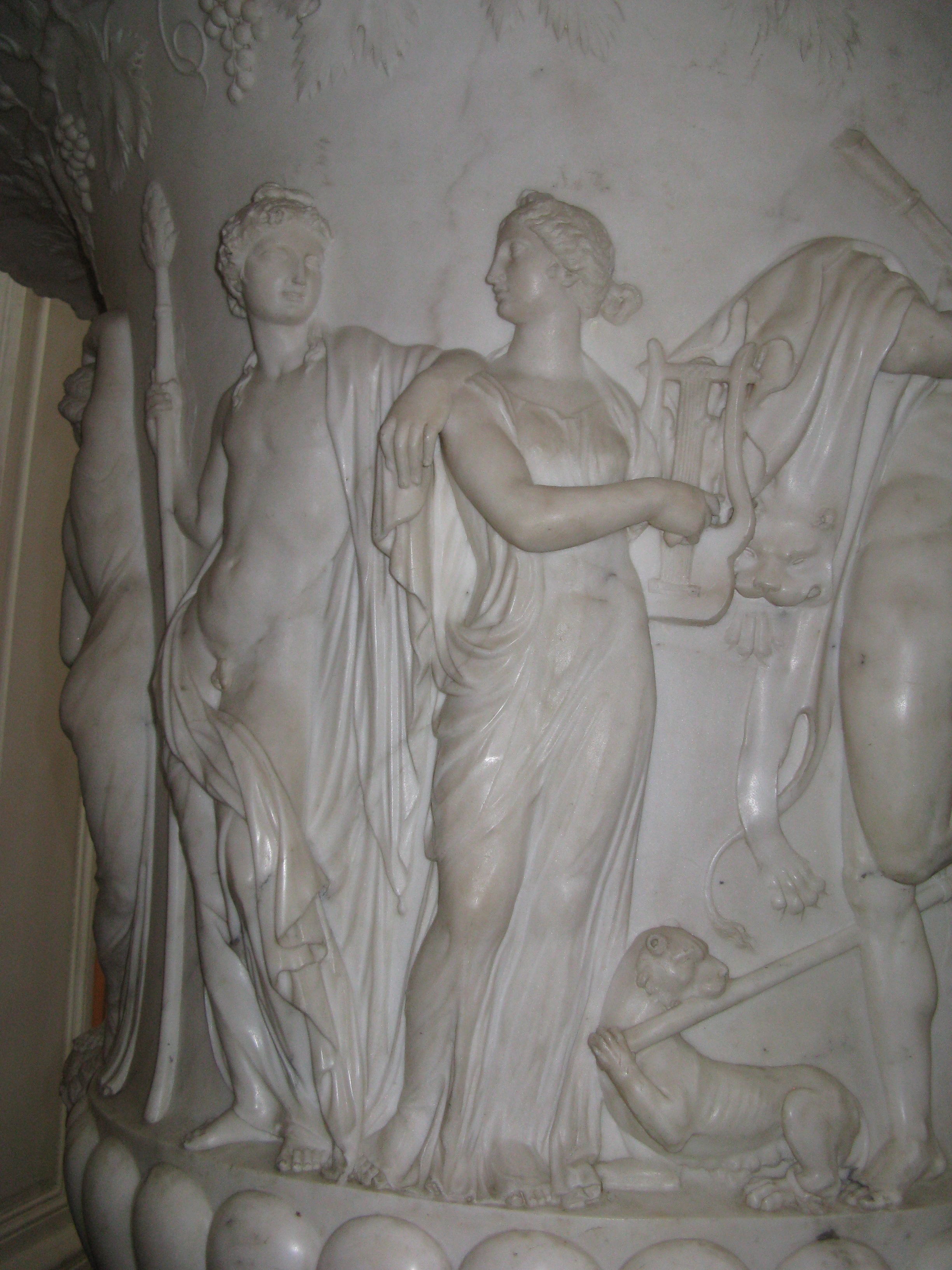
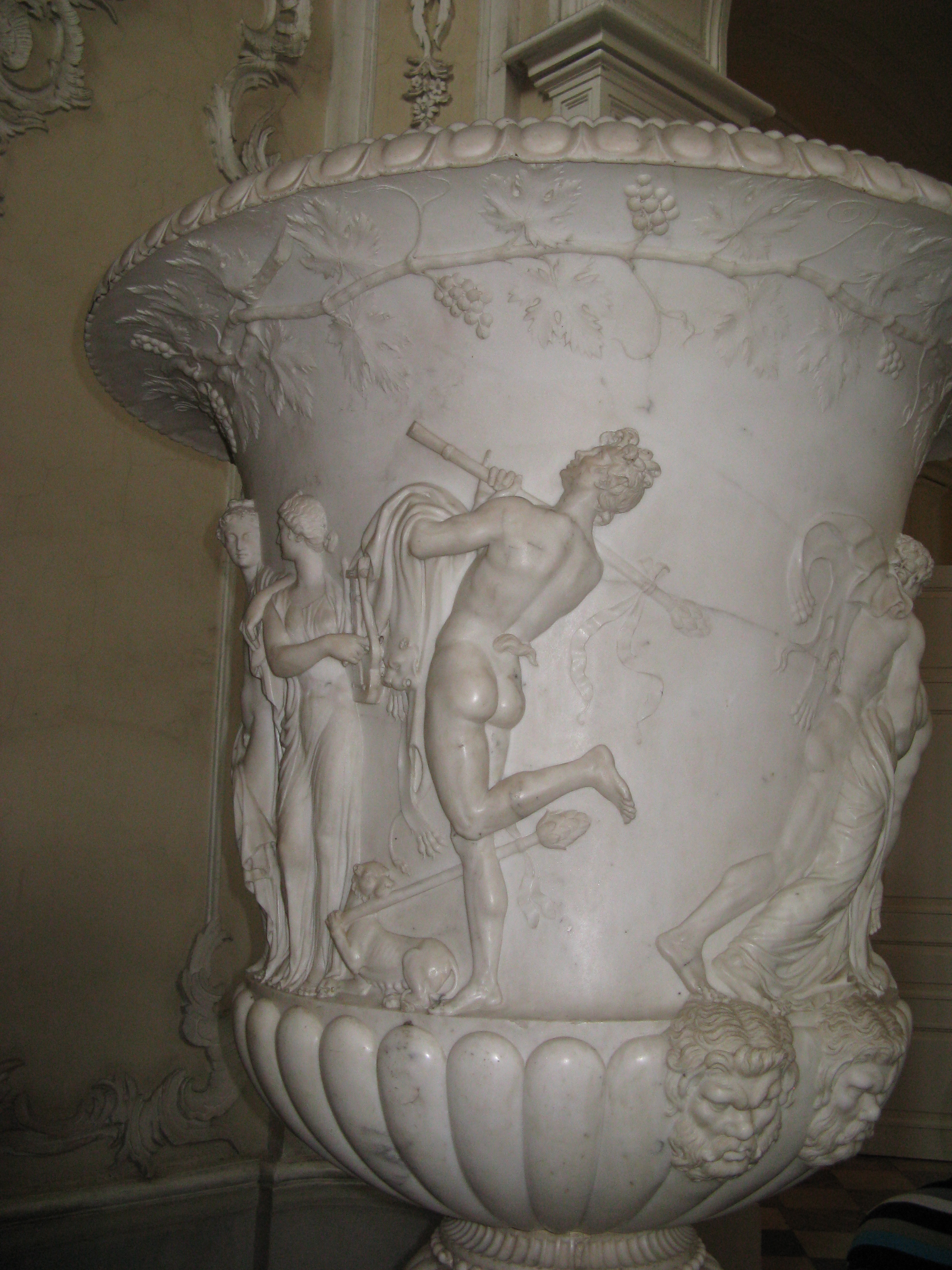
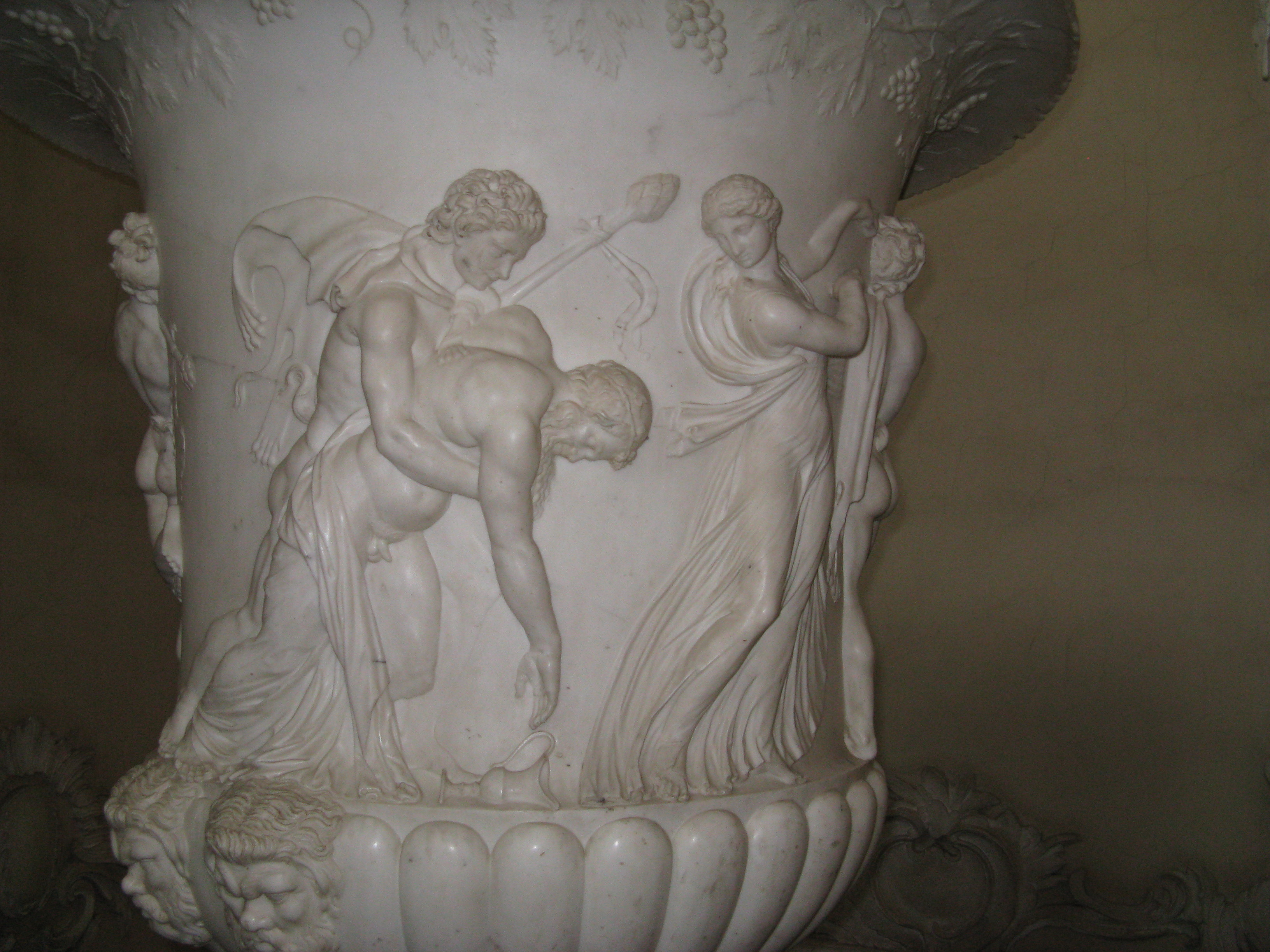